# 훈련

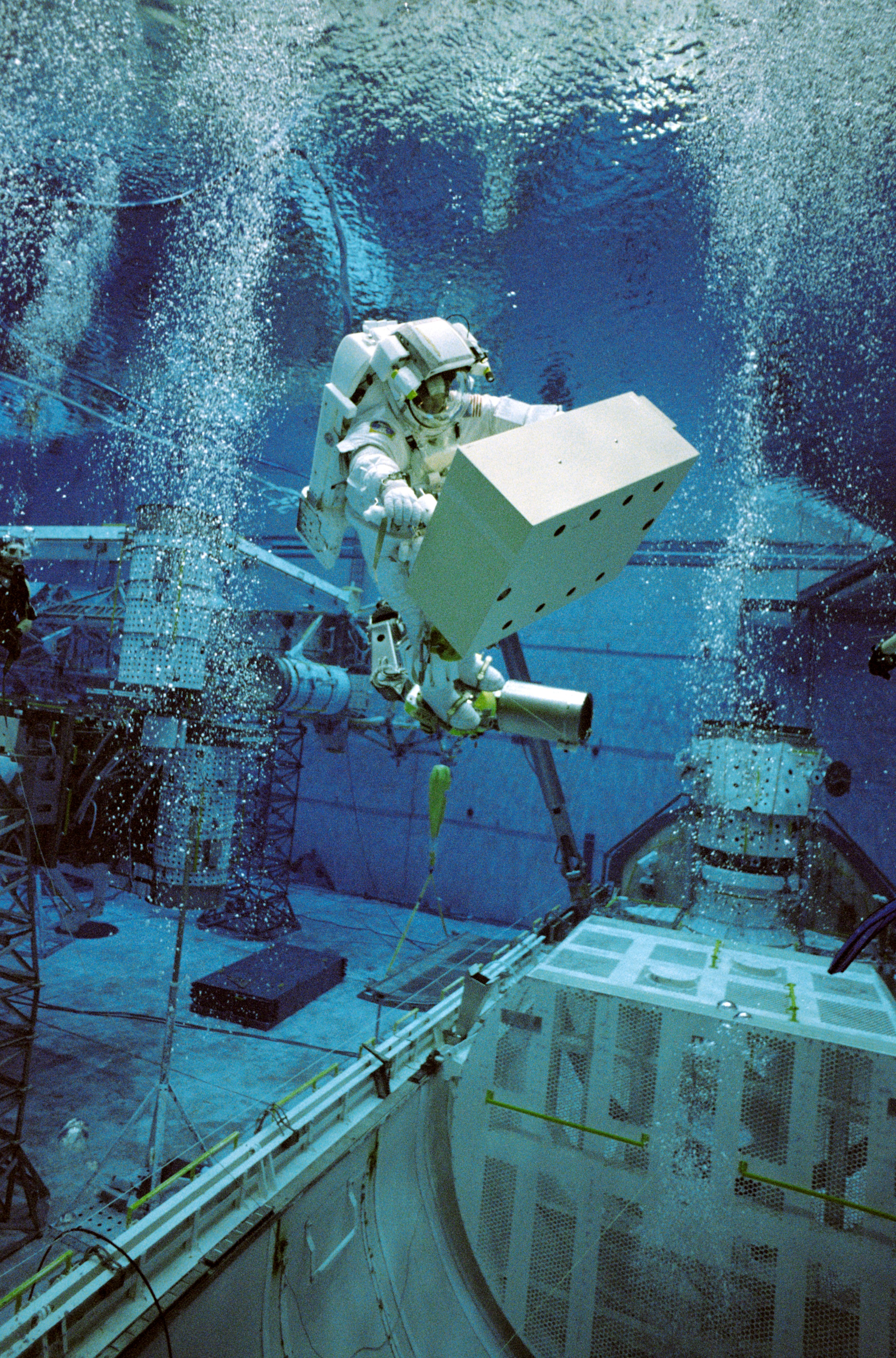
한 우주비행사가 지구의 수중 시뮬레이션 환경에서 임무 훈련을 받고 있는 모습

훈련 또는 트레이닝(training)은 자기 자신이나 다른 사람에게 특정한 유용한 능력과 관련한 능력, 지식을 교육하고 계발하는 것을 말한다. 훈련은 특정한 능력, 성과적 목표가 있다.
응용에 초점을 맞추어 절차적으로 정의된 활동을 통해 기술을 개발하거나 이해를 향상시키는 교수법이다. 기업의 인력 개발 분야에서는 연수라고도 한다. 보통 수준에 따라 일정한 학습 과정을 반복하도록 한다. 중등 교육에서는 수학 계산, 한자, 스포츠의 기본 기술 등에서 이런 교육 방법이 자주 사용된다. 또한 학생 뿐 아니라 스포츠, 소방, 경찰, 군대 등의 현장에서는 평소 신체 단련, 강화 훈련이 실시된다.

## 유형

### 기업내 교육훈련
이 목적은 노동자의 직무수행에 필요한 지식·기능의 향상뿐만 아니라 기업에 대한 충성심이나 근로의욕을 높이고 새로운 능력개발 또는 관리·감독자의 지도력 육성을 주안으로 한다. 종래 교육훈련은 전문가가 상담하는 직장의 훈련이었으나 최근에는 직장내의 상사가 구체적·실제적인 입장에 서서 직접 가르치는 '직장내 훈련'으로 바뀌게 되었다. 또, 대상범위도 신입종업원으로부터 기능양성공원·일반종업원·감독자·관리자·경영자까지 계층별로, 그 외에 판매·경리·인사·기획조사 등 직능별로도 행해지고, 최근에는 라인계열의 관리·감독자 외에 직능별 스태프 계열의 전문직까지 확대되고 있다.4개의 계층별로 보면, (1) 신입종업원―직장의 실정을 파악시켜 사풍(社風)이나 직업환경에 익숙케 하고 종업원으로서의 자각, 근로의욕을 향상시키는 데 주의가 기울여지며 아울러 업무에 필요한 지식·기능의 습득과 신입종업원 상호간의 인간적 접촉을 도모하고, 팀워크 향상에 중점을 둔다. 여기에는 본사집합교육과 지사실습이 있다.(2) 기능자―최근 눈부신 기술혁신으로 기업에서는 기초적인 이론이나 과학적인 이론을 가진 숙련공의 요청이 급무로 되고 있다. 이 요청에 따라 실시되는 교육훈련이다.(3) 관리감독자―이 지위에 있는 사람들의 임무로서 일반적으로 전문가·통솔자·조직자·훈련자의 역할이 요구된다. 거기에 상사로서 바람직한 인격적 특징을 갖추도록 훈련된다. 먼저 제1선 감독자(반장·조장·계장급)에 대한 TWI(training within industry for supervisor) 방식에서는 일을 가르치는 기능, 작업을 개선하는 기능, 사람을 취급하는 기능의 3항목이 중시되고 실시된다. 다음 부과장(部課長)급 관리자에게는 MTP(management training program) 방식이 있고, 내용으로는 관리의 기초·일의 개선·일의 관리·부하의 훈련·인간관계·관리의 전개 등 6개 부문으로 구성되고 실시된다.(4) 경영자―경영자 강좌로서 CCS(civil communication section) 방식이 있다. 내용은 과학적 경영·방침·기능·조직·통제·운영·판매·인사관리·기업내 훈련으로 구성되고 실시된다.